# マーク・オーエン
マーク・アンソニー・パトリック・オーエン（Mark Anthony Patrick Owen, 1972年1月27日 - ）はイギリス、ランカシャー出身の歌手、作詞作曲家。イギリスの男性グループテイク・ザットのメンバーである。

## 経歴

### 生い立ちからテイク・ザットまで
両親、兄、姉と共に小さな家で暮らしていた。マークは地元の小学校、中学校でよく演劇活動をしていた。音楽には興味がなく、サッカーに夢中だったので、学校のグラウンドを走り回っていたとそのときの先生は語っている。プロサッカー選手になるのが夢で、マンチェスター・ユナイテッドにトライアルしたが怪我のため諦めざるを得なくなった。
彼の初めての仕事はブティックの店員で、そのあと地元のバークレイ銀行に勤め、この頃にテイク・ザットのオーディションを受けた。詳しくはテイク・ザットを参照のこと。
当時テイク・ザットの中では少年のような外見と愛らしい振る舞いで最も人気があり、ティーン向け音楽雑誌スマッシュ・ヒッツ誌の「世界一愛らしい男性」「ベスト・ヘアカット」といった賞の常連であった。

### テイク・ザット解散後
解散後、マークはメンバーの中でも一番早くソロデビューした。デビューシングル"Child"、2枚目のシングル、"Clementine"はUKチャート3位を記録したが、ソロデビューアルバム『Green Man』は同チャートで33位に終わった。そして次のシングル、"I Am What I Am"は29位にとどまり、1997年の初めにBMGレコードと解約することになる。
その約5年後、2002年にマークはイギリス・アイルランドのリアリティ番組、Celebrity Big Brother (各界の有名人が大きな一軒家に集まり、そこで共に暮らしていき、1週間ごとに視聴者の投票によって1人ずつ家を出て行かなければならない、というゲーム)で77%の票を集め優勝者になる。この時「テイク・ザットが解散してから、もう自分のファンなんて一人もいないと思っていた」と泣き崩れている。
その後、テイク・ザットから脱退したロビー・ウィリアムズからライブに出演してくれないかという誘いの電話があり、そのロビーのライブに参加することになる（このライブは大規模なものになり、ウィリアムズ自身もライブ中に感極まったシーンがあった）。この出演をきっかけにマークは再びアイランド・ユニバーサルレコードと契約を結ぶ。2003年8月には"Four Minutes Warning"（日本未発表）をリリースし、UKチャート最高5位をマークし、トップ40に8週間とどまった。しかし、2003年11月にリリースされた2ndソロアルバム、『In Your Own Time』（日本未発表）ではチャート39位、またシングル"Alone Without You"（日本未発表）も26位とふるわず、再びレコード会社と解約することになった。
2004年4月には自らレコード会社、Sedna Recordを設立。2005年に3rdソロアルバム『How the Mighty Fall』をリリース。2006年2月にはシングル、"Hail Mary"をリリースした。アルバムの発売を機に、2005年から2006年にソロのプロモーション活動やライブをヨーロッパと日本で行なった。

### 再結成、ソロ活動再開

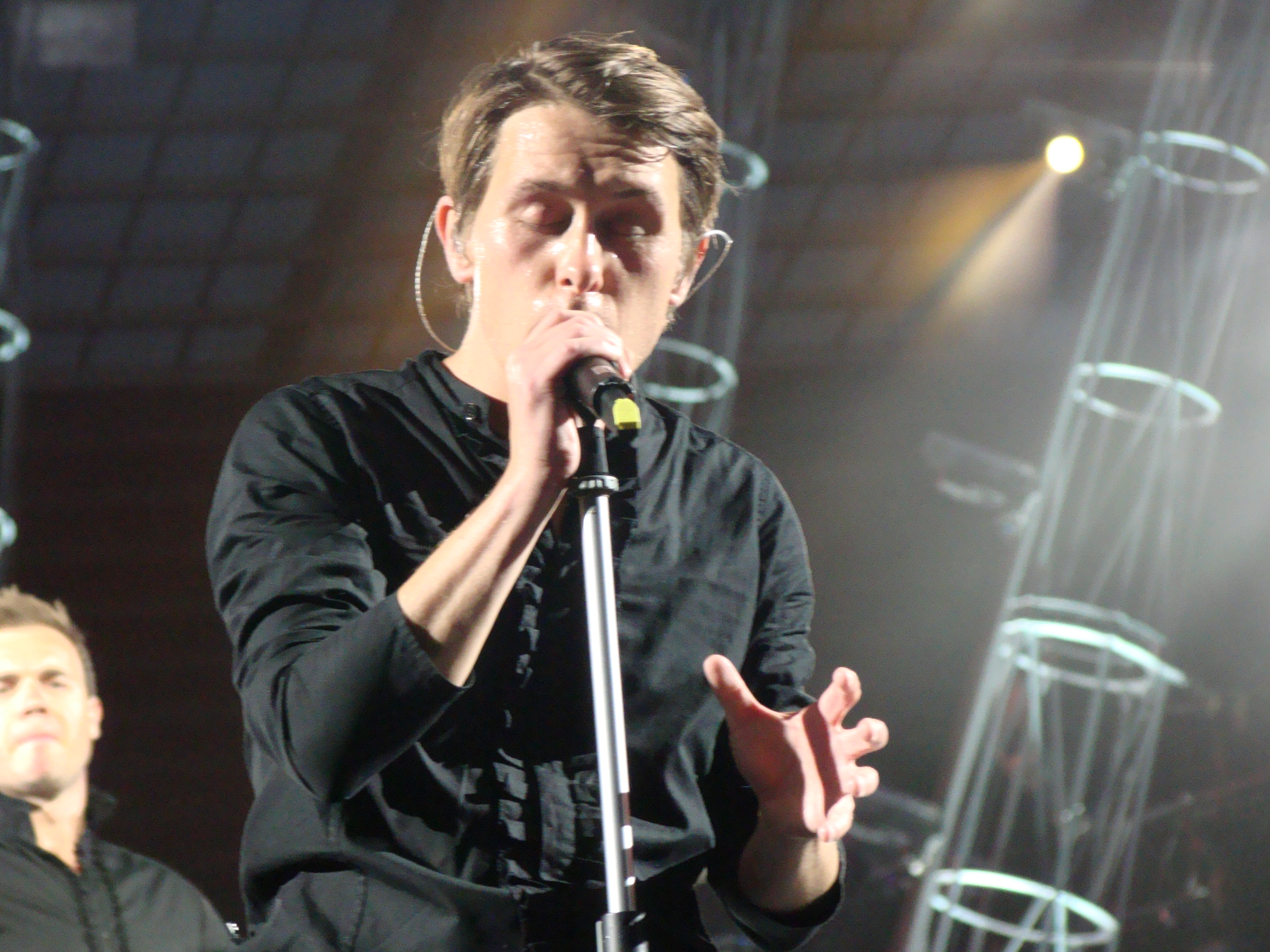

テイク・ザットが再結成してからはソロ活動を一時停止させた。ソロ活動として2007年以内に4枚目のアルバム制作に取り掛かるのではないかと言われていたが、延期になりグループでの多忙な日々を送った。2009年春より再びソロ活動の計画中という話題が持ち上がったがテイク・ザットの活動を優先している。
2012年3月、再びソロ活動をすることを発表。2013年6月に8年ぶり4枚目のソロアルバム『The Art of Doing Nothing』をリリースし、自身のソロアルバム最高の全英29位に付けた。
2022年、5枚目のソロアルバム『Land Of Dreams』を発表、アルバムチャートでは前作を大きく上回る全英5位を記録し、ソロでは初のトップ10アルバムとなった。

## その他
- ロビー・ウィリアムズがテイク・ザットに復帰するまでの間、ゲイリー・バーロウと並んでリード・ボーカルを数多く務めた。メンバーの中では特徴的な歌声の持ち主で、コーラスに回っていても認識できるほどである。
- またコンサート・ツアーでは衣装案を出すことも多いが、そのほとんどは他のメンバーから酷評されている。

## 私生活
ロンドン市内南部のワンズワースに住んでいる。

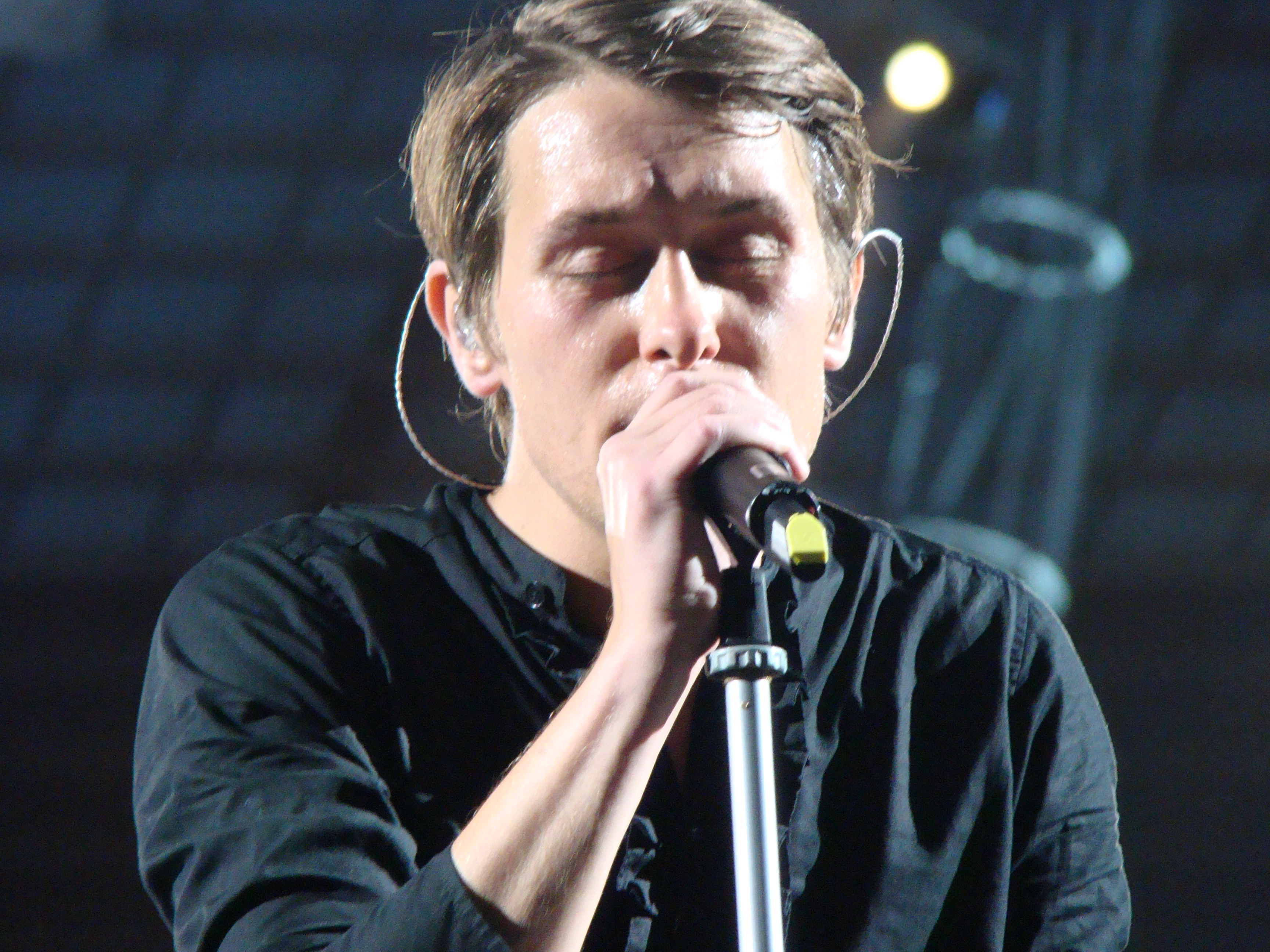

2004年から交際していた女優のエマ・ファーガソンと2006年に婚約し、2009年11月8日にスコットランドの教会で結婚した。2006年に息子エルウッド・ジャックが、2008年に娘ウィロー・ローズが生まれている。2012年4月2日、エマが妊娠6ヶ月であることを公表し三児の父となることが明らかになった。
2010年3月、2004年後半から2009年9月まで合計10人の女性と不倫していたことを告白。2010年9月、アルコール依存症のためリハビリ施設に入所した。また喫煙者である。

## ディスコグラフィ

### アルバム
- 『グリーン・マン』Green Man （1996年） - UKチャート33位
- In Your Own Time （2003年） - UKチャート64位
- 『ハウ・ザ・マイティー・フォール』How the Mighty Fall （2005年） - UKチャート78位、インディチャート30位
- The Art of Doing Nothing （2013年） - UKチャート29位
- 『ランド・オブ・ドリームス』Land of Dreams (2022年)

### シングル
| 年   | タイトル                   | 最高位             | 収録アルバム             |
| 年   | タイトル                   | UKシングルチャート | 収録アルバム             |
| ---- | -------------------------- | ------------------ | ------------------------ |
| 1996 | "Child"                    | 3                  | Green Man                |
| 1997 | "Clementine"               | 3                  | Green Man                |
| 1997 | "I Am What I Am"           | 29                 | Green Man                |
| 2003 | "Four Minute Warning"      | 4                  | In Your Own Time         |
| 2003 | "Alone Without You"        | 26                 | In Your Own Time         |
| 2004 | "Makin' Out"               | 30                 | How the Mighty Fall      |
| 2005 | "Believe In The Boogie"    | 57                 | How the Mighty Fall      |
| 2006 | "Hail Mary"                | 103                | How the Mighty Fall      |
| 2013 | "Stars"                    | 129                | The Art of Doing Nothing |
| 2013 | "S.A.D. (Ft. Ren Harvieu)" | -                  | The Art of Doing Nothing |
| 2013 | "The One"                  | -                  | The Art of Doing Nothing |
| 2013 | "Carnival"                 | -                  | The Art of Doing Nothing |